# ジャイ・ルイス
ジャイ・ルイス（Jai Lamar Lewis、1983年2月13日 - ）は、アメリカ合衆国・メリーランド州出身のプロバスケットボール選手である。ポジションはセンターフォワード。

## 人物
アバディーン高校からジョージ・メイソン大学に進み、全米ベスト4に貢献。学生時代はバスケとアメリカンフットボールを両立していた。
大学卒業後、2006年のNFLドラフト後に、ドラフト外フリーエージェントで、NFLのニューヨーク・ジャイアンツと契約を結び、アントニオ・ゲイツやマーカス・ポラードのようなキャリアを目指したが、NFL選手となる夢は断念、バスケットボールに専念することを決意した。
ボスニア・ヘルツェゴビナ、イスラエル、フランスを渡り歩き、2008年シーズン途中、レラカムイ北海道に入団。2009年退団。
2010年11月27日、2年ぶりのレラカムイ北海道への復帰が発表された。2012年、日立サンロッカーズに移籍。2013年、再びレバンガ北海道に移籍。

## 参照
1. ↑  Len Pasquarelli (2006年7月15日). “Former George Mason hoops star ends NFL dream”.  ESPN. 2013年3月22日閲覧。
2. ↑  “ジャイ・ルイス選手契約締結のお知らせ”.   レバンガ北海道. 2013年1月11日閲覧。